# Tešedíkovo
Tešedíkovo (Hongaars: Pered) is een Slowaakse gemeente in de regio Nitra, en maakt deel uit van het district Šaľa.
Tešedíkovo telt 3.788 inwoners. De meerderheid van de bevolking (78%) is etnisch Hongaars.